# Горње Гратче
Горње Гратче (Горње Градче; мкд. Горно Гратче, Горно Градче) је насеље у Северној Македонији, у источном делу државе. Горње Гратче је у саставу општине Кочани.

## Географија
Горње Гратче је смештено у источном делу Северне Македоније. Од најближег града, Кочана, насеље је удаљено 10 km северно.
Насеље Горње Гратче се налази у историјској области Осогово, на јужним падинама Осоговске планина. Исотчно од насеља тече Оризарска река. Надморска висина насеља је приближно 840 метара. 
Месна клима је планинска због знатне надморске висине.

## Становништво
Горње Гратче је према последњем попису из 2002. године имало 13 становника.
Претежно становништво у насељу су етнички Македонци (100%).
Већинска вероисповест месног становништва је православље.